# 李玉璋
李玉璋（1938年—），男，山西忻州人，中华人民共和国政治人物，曾任山西省公安厅厅长兼武警总队第一政委，山西省人大常委会副主任。